# Trévron
Trévron é uma comuna francesa na região administrativa da Bretanha, no departamento Côtes-d'Armor. Estende-se por uma área de 9,56 km². Em 2010 a comuna tinha 700 habitantes (densidade: 73,2 hab./km²).